# Maxime Bernier
Pour les articles homonymes, voir Bernier.
Maxime Bernier, né le 18 janvier 1963 à Saint-Georges (Québec), est un homme politique, avocat et homme d'affaires canadien.
Député de Beauce à la Chambre des communes entre 2006 et 2019, il occupe plusieurs fonctions ministérielles dans le cabinet de Stephen Harper, entre 2006 et 2015, notamment le poste de ministre des Affaires étrangères de 2007 à 2008. Il est défait de justesse à l'élection à la direction du Parti conservateur du Canada de 2017. L'année suivante, en raison de différends avec Andrew Scheer, il quitte le Parti conservateur pour fonder le Parti populaire du Canada.

## Biographie

### Éducation et début de carrière
Il est le fils de Gilles Bernier, lui-même député progressiste-conservateur de la Beauce à la Chambre des communes de 1984 à 1993, puis député indépendant de 1993 à 1997.
Maxime Bernier étudie au Séminaire de Saint-Georges, où il pratique le football canadien, remportant avec son club le Bol d'or (championnat scolaire du Québec). Il est diplômé en commerce de l'Université du Québec à Montréal (1985) et en droit de l'Université d'Ottawa (1988). En 1990, il est admis au Barreau du Québec. Il travaille pour la Banque nationale du Canada et pour la Commission des valeurs mobilières du Québec, puis se voit proposer en 1996 un poste au cabinet du ministre des Finances du Québec, Bernard Landry, en tant qu'attaché législatif. Il admet avoir été nationaliste à cette époque et avoir voté « oui » au référendum de 1995 sur l'indépendance du Québec ; le rejet de l'accord du Lac Meech et les politiques centralisatrices des gouvernements libéraux l'avaient poussé dans cette direction.
Ce passage dans un cabinet politique est bref et Bernier revient bientôt dans le secteur privé, travaillant pour la Standard Life du Canada où il atteint le poste de vice-président, affaires corporatives et communications. En 2005, il est recruté par l'Institut économique de Montréal au poste de vice-président exécutif.
Maxime Bernier publie en 2003 un essai de 75 pages concernant la défense du contribuable, intitulé Pour un taux unique d'imposition : pour en finir avec le mythe des taux progressifs. Ce livre se vend cependant à moins de 1 000 exemplaires. Bernier publie également des travaux sur la place du privé dans le système de santé du Québec,.

### Député et ministre

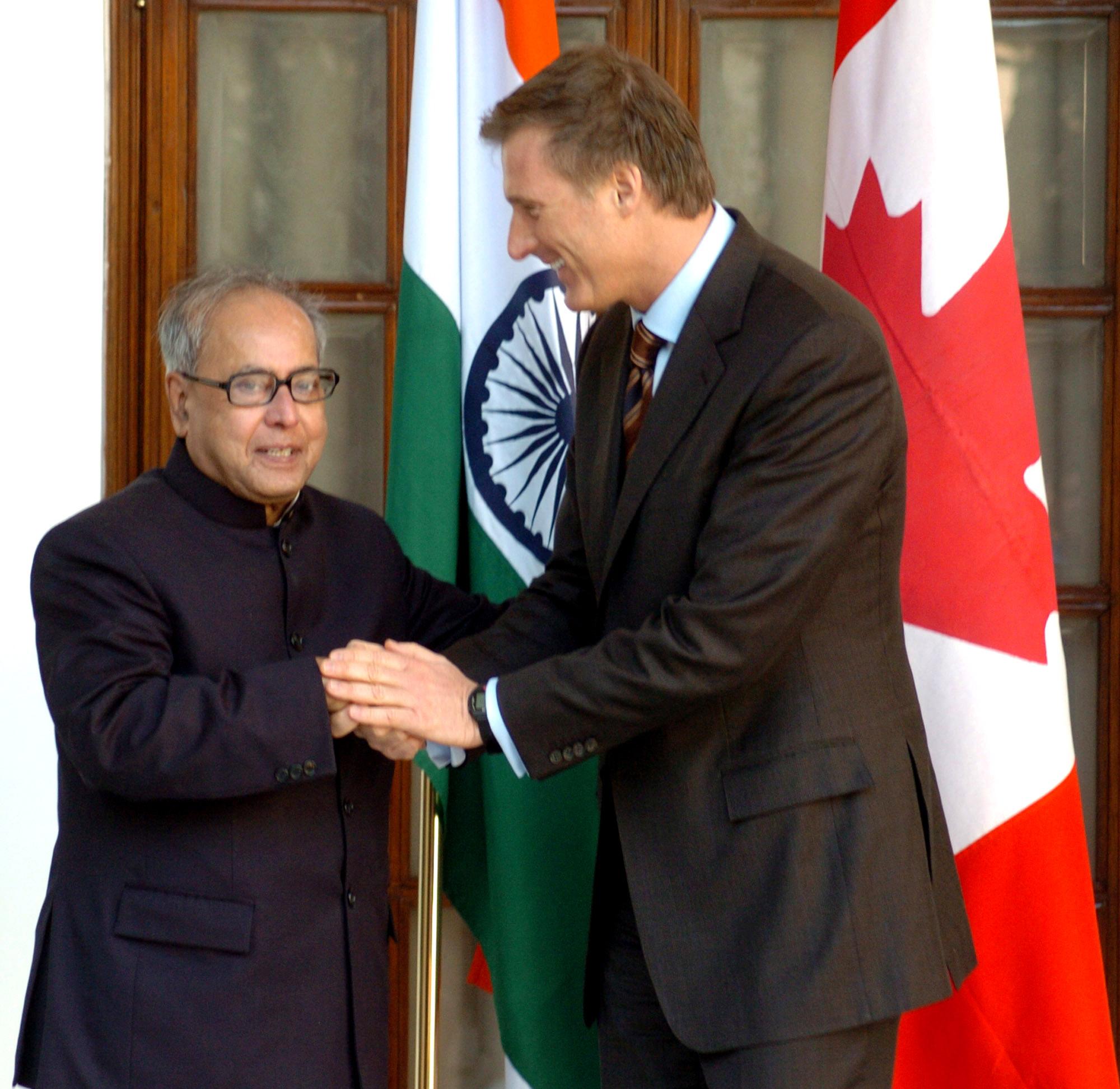
Maxime Bernier en tant que ministre des affaires étrangères avec son homologue indien Shri Pranab Mukherjee, à New Delhi, en 2008.

En 2005, Maxime Bernier rencontre le chef du Parti conservateur du Canada Stephen Harper lors d'un souper dans le cadre de ses fonctions à l'Institut économique de Montréal. Peu après, celui-ci invite Bernier à se présenter sous la bannière du Parti conservateur du Canada dans la circonscription de Beauce aux élections de 2006. Il est facilement élu, obtenant la plus grande majorité de toutes les circonscriptions du Québec. Le 6 février 2006, il est assermenté au cabinet du premier ministre Stephen Harper comme ministre de l'Industrie.
À titre de ministre de l'Industrie, Maxime Bernier a mis en branle des mesures qui ont mené à la déréglementation de l'industrie des télécommunications, en particulier sur le service téléphonique local. Le professeur Richard J. Schultz de l’Université McGill a salué sa tentative de déréglementer l’industrie des télécommunications, le qualifiant de « premier ministre responsable des télécommunications qui a su imposer ses choix politiques à l'organisme régulateur ». James Cowan, de Canadian Business, a qualifié le mandat de Bernier de « l'âge d'or de la politique gouvernementale relative au milieu des affaires », soulignant que son travail pour attirer des investissements était louable tout en admettant que « les lacunes personnelles de Bernier ont peut-être fait de lui un mauvais ministre, mais son héritage politique doit être redécouvert ». Il s'est opposé à la mise en œuvre des lois de style Digital Millennium Copyright Act dans les règles du droit d'auteur du Canada pour des raisons politiques et techniques.
Maxime Bernier fait les manchettes en octobre 2007 pour avoir distribué des gâteaux Jos Louis (fabriqués dans sa circonscription) pendant une tournée auprès de militaires canadiens en Afghanistan, ce geste ayant été critiqué comme insultant pour les militaires,.
Il est l'un des rares membres conservateurs du caucus à soutenir la légalisation de la marijuana. Il a déclaré qu'il romprait avec le parti pour voter sur le projet de loi s'il pensait qu'il était correctement mis en œuvre,.
Bernier a révélé plus tard en 2016 sur Twitter qu'il s'opposait à la position de son propre parti sur le sauvetage de l'automobile de 2008,.
On disait que les initiés du Parti conservateur voulaient que Bernier prenne la tête de l'Action démocratique du Québec (ADQ) si le choix préféré de Stephen Harper, Mario Dumont, devenait lieutenant du Québec. Il y avait des rumeurs selon lesquelles Bernier envisageait une éventuelle course à la direction et, en 2009, il y avait un mouvement visant à rédiger Bernier pour la direction de l'ADQ. Toutefois, Bernier a déclaré plus tard: «Je suis flatté que certaines personnes puissent me voir en tant que chef de l'ADQ, mais cela ne m'intéresse pas du tout»
En 2010, Bernier aurait été le député qui aurait empêché le gouvernement fédéral de dépenser 175 millions de dollars pour le Centre Vidéotron à Québec. Même si la plupart de ses collègues québécois ont appuyé l'investissement et porté des maillots nordiques pour exprimer leur soutien lors d'une séance photo, Bernier a décidé de ne pas y participer . Bien qu'il y ait eu des rumeurs selon lesquelles le gouvernement aurait investi, Bernier n'a pas remis en cause sa position en soulignant que le déficit budgétaire croissant était un problème . En se souvenant de cette décision, il a révélé que ses collègues étaient furieux contre lui parce qu'ils voulaient utiliser cet investissement pour "acheter des votes".
En 2007, Bernier a rejeté une demande faite par un fabricant de bicyclettes d'imposer un quota contre les bicyclettes chinoises. Le propriétaire a expliqué qu'il avait deux options si le quota n'était pas approuvé, investir 1 million de dollars dans les bicyclettes bas de gamme, créer 300 nouveaux emplois à Saint-Georges, ou un nombre similaire de vélos haut de gamme l'entreprise plus productive. Plus tard, il a expliqué que la compagnie de bicyclettes a décidé de se rééquiper comme un fabricant haut de gamme et est toujours en affaires.

### Affaire Bernier-Couillard
Au mois de mai 2008, Bernier fait l’objet de critiques des partis d'opposition et met sa formation politique dans l'embarras lorsqu'il est révélé que l'ex-mannequin Julie Couillard, avec qui il a entretenu une liaison amoureuse, a été la conjointe de Gilles Giguère, proche du clan mafieux des Nomads des Hells Angels du Québec, puis l'épouse de Stéphane Sirois, aussi proche des Nomads. Cependant, elle n'a jamais été inculpée et des journalistes d'enquête au Québec n'ont pas trouvé de preuve qu'elle entretenait des liens avec des motards depuis son divorce de 1999.
Le 26 mai 2008, Maxime Bernier annonce sa démission en raison d'une affaire de documents classés secrets (à propos d'un déplacement du premier ministre du Canada à l'OTAN), qu'il avait oubliés une quinzaine de jours chez Julie Couillard (qui avait fondé une compagnie, Itek Solutions Globales, centrée sur les questions de sécurité aéroportuaires). Il a été révélé par la suite qu’elle n’avait pas appelé Bernier, mais plutôt un avocat pour lui dire ce qui s’était passé, puis s’est mise à essayer de vendre son histoire pour de l’argent, offrant un entretien exclusif pour 50 000 $).

### Candidat à la direction du Parti conservateur
En avril 2016, Maxime Bernier soumet sa candidature pour la chefferie du Parti conservateur du Canada. Le mode de scrutin retenu est le vote préférentiel (vote unique transférable), ce qui signifie que les membres ne votent qu'une seule fois, en ordonnant les candidats selon leur préférence.
Des sondages montrent qu'au 28 avril 2017, après le retrait de la course du candidat favori jusqu'alors, Kevin O'Leary, Bernier est en tête des intentions de vote des membres du parti avec 19,6 % des voix, devançant de peu Andrew Scheer qui en a 18,8 %. Lors du dernier sondage avant le scrutin, le 25 mai, Bernier est considéré comme le candidat ayant le plus de chances de l'emporter. Lors du dévoilement des résultats le 27 mai, il arrive cependant au deuxième rang avec 49,05 % des voix, derrière Andrew Scheer qui en obtient 50,95 %.

### Dirigeant du Parti populaire du Canada
Au début de 2018, Maxime Bernier entreprend l'écriture d'un livre sur sa carrière politique. La diffusion d'un premier chapitre en avril cause des remous dans les rangs de son parti car Bernier y affirme qu'il a été battu dans la course à la chefferie par l’afflux de « faux conservateurs » opposés à sa position sur la gestion de l'offre. Il décide donc d'annuler la publication de son livre.
Le 12 juin 2018, le chef conservateur Andrew Scheer retire Bernier de son cabinet fantôme vraisemblablement à cause du contentieux entre les deux hommes lié à la diffusion de ce chapitre,,,.
Il fonde le Parti populaire du Canada le 14 septembre 2018. Il évoque des désaccords sur plusieurs enjeux, comme le maintien de la gestion de l'offre, l'immigration et la réforme de la péréquation. « Au cours de la dernière année, j'en suis venu à la conclusion que ce parti est trop corrompu intellectuellement et moralement pour être réformé » a-t-il déclaré ,,.
Dans un éditorial du National Post, Bernier a déclaré que sa motivation pour former le parti était de renverser la «dynamique de choix du public» dans le système politique canadien, aboutissant à l’achat de voix et à la volonté des partis politiques de premier plan. Bernier a réitéré sa conviction que le Parti conservateur ne peut être réformé pour mettre fin à cette pratique et qu'un nouveau parti politique est nécessaire.

### Élections fédérales de 2019
Un an après la fondation de son parti, Maxime Bernier se retrouve en campagne pour les élections générales d'octobre 2019. Après avoir hésité, le commissaire aux débats David Johnston accepte finalement le 16 septembre d'inviter Bernier aux deux débats des chefs officiels en français et en anglais. Lors du débat anglophone, Maxime Bernier entame le débat avec fougue et se retrouve attaqué par les autres chefs, surtout pour ses positions sur l'immigration et l'environnement. Au débat francophone du 10 octobre, il est le seul chef à proposer d'équilibrer le budget fédéral en cinq ans, et il affirme qu'il est urgent de construire un oléoduc. Il répète aussi qu'il ne croit pas qu'il y ait une urgence climatique. De plus, il réitère son opposition à la taxe sur le carbone et son intention de supprimer la gestion de l'offre en agriculture, mais déclare aussi qu'il est urgent de dépolluer l'eau et l'air au Canada. À ce moment, le chef conservateur, Andrew Scheer, lui lance une pointe en disant : « Maxime, tu ne vas rien imposer, tu ne vas même pas gagner en Beauce. ». Effectivement, malgré l'aide de son père, Gilles Bernier, Bernier semble en difficulté dans sa circonscription. Il est finalement battu par 10 points de pourcentage par le candidat du Parti conservateur, Richard Lehoux.

### Vie privée
Maxime Bernier a deux filles d'un premier mariage. En juin 2019, il épouse Catherine Letarte, sa compagne depuis plusieurs années. Il parle couramment le français et l'anglais. Il est également un adepte du jogging ; le 29 septembre 2013, il parcourt à la course sa circonscription du sud au nord pendant treize heures et réunit 153 000 $ pour une banque alimentaire locale,.

## Prises de positions
Maxime Bernier est généralement qualifié de libertarien,. Il se dit en faveur de la liberté individuelle, du libre marché et de l'abolition de la gestion de l'offre en agriculture. Il a la réputation d'être un franc-tireur politique.
Il affirme qu'il serait avantageux pour la société d'abolir l'impôt payé par les entreprises. Il est également opposé aux subventions gouvernementales aux entreprises, et favorable à l'abolition des barrières au commerce entre les provinces.
Maxime Bernier, en tant que ministre de l'Industrie, a soutenu que le rôle de réglementation du gouvernement devait être réduit et qu'une plus grande liberté devait être accordée aux entreprises de télécommunication, quitte à affecter la neutralité du net,.
Il appuie le Parti conservateur du Québec aux élections de 2022.

### Environnement
Bien qu'il dise croire au changement climatique, Bernier ne croit pas que l'activité humaine en est la principale cause. Il affirme aussi que l'entrepreneuriat et des politiques moins interventionnistes peuvent mener à une réduction des émissions et à un environnement plus propre, par exemple, en réduisant les tarifs pour augmenter l'utilisation de la bicyclette,. Il demande le retrait du Canada de l'accord de Paris sur le climat, l'abolition de la taxe libérale sur le carbone et la suppression de toutes subventions aux technologies vertes.
Il juge la militante écologiste suédoise Greta Thunberg « mentalement instable » et soutient qu'une politique écologiste constituerait une « menace à notre prospérité et [à] notre civilisation ».
Selon une analyse de la City University de Londres pour l'Agence France-Presse, le compte Twitter de Maxime Bernier fait partie de dix comptes représentant à eux seuls un quart des publications climatosceptiques sur le réseau social.

### Pandémie de Covid-19
En 2021, la prise de position contre les mesures sanitaires continue. Bernier reçoit un constat d’infraction en juin à la suite de son arrestation par la GRC dans le village de Saint-Pierre-Jolys au Manitoba pour ne pas avoir suivi les mesures sanitaires,. Il prend la parole à Toronto lors d'une manifestation contre mesures sanitaires.
Il base une grande partie de sa campagne pour l'élections générales de 2021 sur son opposition aux mesures sanitaires.

### Politique étrangère
En février 2023, Maxime Bernier estime que le Canada ne devrait pas prendre position et soutenir matériellement l'Ukraine dans la guerre qui l'oppose à la Russie. Il reproche également aux médias québécois d'écarter la position de Vladimir Poutine sur le conflit, mais se défend de le soutenir et appelle à des négociations de paix,.

## Publications
- VIAF
- ISNI
- IdRef
- LCCN

- Pour un taux unique d'imposition : pour en finir avec le mythe des taux progressifs, VARIA (ÉDITIONS),  (ISBN 978-2922245882)

## Résultats électoraux

### Synthèse
| Élection          | Circonscription | Parti | Parti        | Voix   | %    | Résultats |
| ----------------- | --------------- | ----- | ------------ | ------ | ---- | --------- |
| Fédérales de 2006 | Beauce          |       | Conservateur | 36 915 | 67,0 | Élu       |
| Fédérales de 2008 | Beauce          |       | Conservateur | 31 883 | 62,4 | Élu       |
| Fédérales de 2011 | Beauce          |       | Conservateur | 26 799 | 50,7 | Élu       |
| Fédérales de 2015 | Beauce          |       | Conservateur | 32 910 | 58,9 | Élu       |
| Fédérales de 2019 | Beauce          |       | Populaire    | 16 772 | 28,4 | Échec     |
| Partielle de 2020 | York-Centre     |       | Populaire    | 642    | 3,6  | Échec     |
| Fédérales de 2021 | Beauce          |       | Populaire    | 10 347 | 18,2 | Échec     |
| Partielle de 2023 | Portage—Lisgar  |       | Populaire    | 5 352  | 17,2 | Échec     |